# ویکتورس آراس
ویکتورس آراس (۱۳ ژانویهٔ ۱۹۱۰ – ۱۳ ژانویهٔ ۱۹۸۸) از همدستان لتونیایی آلمان نازی و افسران اس‌اس و از جمله عاملان هولوکاست بود که در جریان اشغال لتونی و بلاروس توسط آلمان به عنوان رهبر آراس کوماندو فعالیت می‌کرد. نیروهای آراس کوماندو نزدیک به نیمی از یهودیان لتونی را به قتل رساندند.

## در جریان جنگ جهانی دوم
در ۲ ژوئیه ۱۹۴۱، فرانتس اشتالکر در جریان یک کنفرانس به اطلاع آراس رساند که نیاز است تا واحد تحت فرماندهی وی اقدام به راه‌اندازی پوگرومی کند که قرار بود خودجوش به نظر برسد. در ۴ ژوئیه، رهبری آلمان دست «گروه امنیتی آراس» را، که عموماً به آن آراس کوماندو یا آراس زوندرکوماندو (نیروی ویژه آراس) گفته می‌شد، برای کشتار باز گذاشت. در همان روز، آلمانی‌ها آگهی‌های تبلیغاتی برای استخدام را در روزنامه لتونیایی زبان Tēvija (به لتونیایی: سرزمین پدری) چاپ کردند و در آن از «همه وطن‌دوستان لتونیایی شامل دانشجویان، نظامیان، پلیس‌ها، و غیرنظامیان که آماده پاکسازی کشورمان از عناصر نامطلوب هستند» درخواست شده بود در دفتر گروه امنیتی آراس در خیابان ۱۹ والدمارا نام‌نویسی کنند. در ۴ ژوئیه، آراس و یارانش حدود ۲۰ یهودی را که نتوانسته بودند پیش از ورود آلمانی‌های اقدام به ترک محل زندگی خود کنند، در کنیسه ریگا در خیابان گوگوشا به دام انداختند. این یهودیان در حالی که نارنجک دستی از پنجره‌ها به درون کنیسه پرتاب می‌شد، در آنجا زنده سوختند. آراس کوماندو متشکل از ۵۰۰–۱۵۰۰ داوطلب بود. این واحد تقریباً ۲۶۰۰۰ نفر را ابتدا در لتونی و سپس در بلاروس به قتل رساند. آراس در ۱۹۴۲ به درجه سرگردی پلیس و در ۱۹۴۳ به اس‌اس-اشتورمبانفورر ارتقا پیدا کرد. هربرتس کوکورس، خلبان سابق لتونیایی، از جمله دستیاران آراس بود. آراس کماندو به ویژه به دلیل رفتار بدی که با زنان داشتند، مشهور بودند. ویکتورس آراس خود در جریان جنگ به یک زن یهودی به نام زلما شپشلوویتز تجاوز کرد. شهادت زلما بعدها نقش مهمی در دادگاه‌های جنایتکاران جنگی داشت.